# Щоглівський провулок
Що́глівський прову́лок — провулок у Голосіївському районі міста Києва, місцевість Деміївка. Пролягає від Козацької вулиці до Римської вулиці. Є однією з найкоротших вулиць Києва.

## Історія
Провулок виник у 10-х роках XX століття, мав назву Щегловський. 
Під теперішньою уточненою назвою — з 1920-х років.

## Зображення

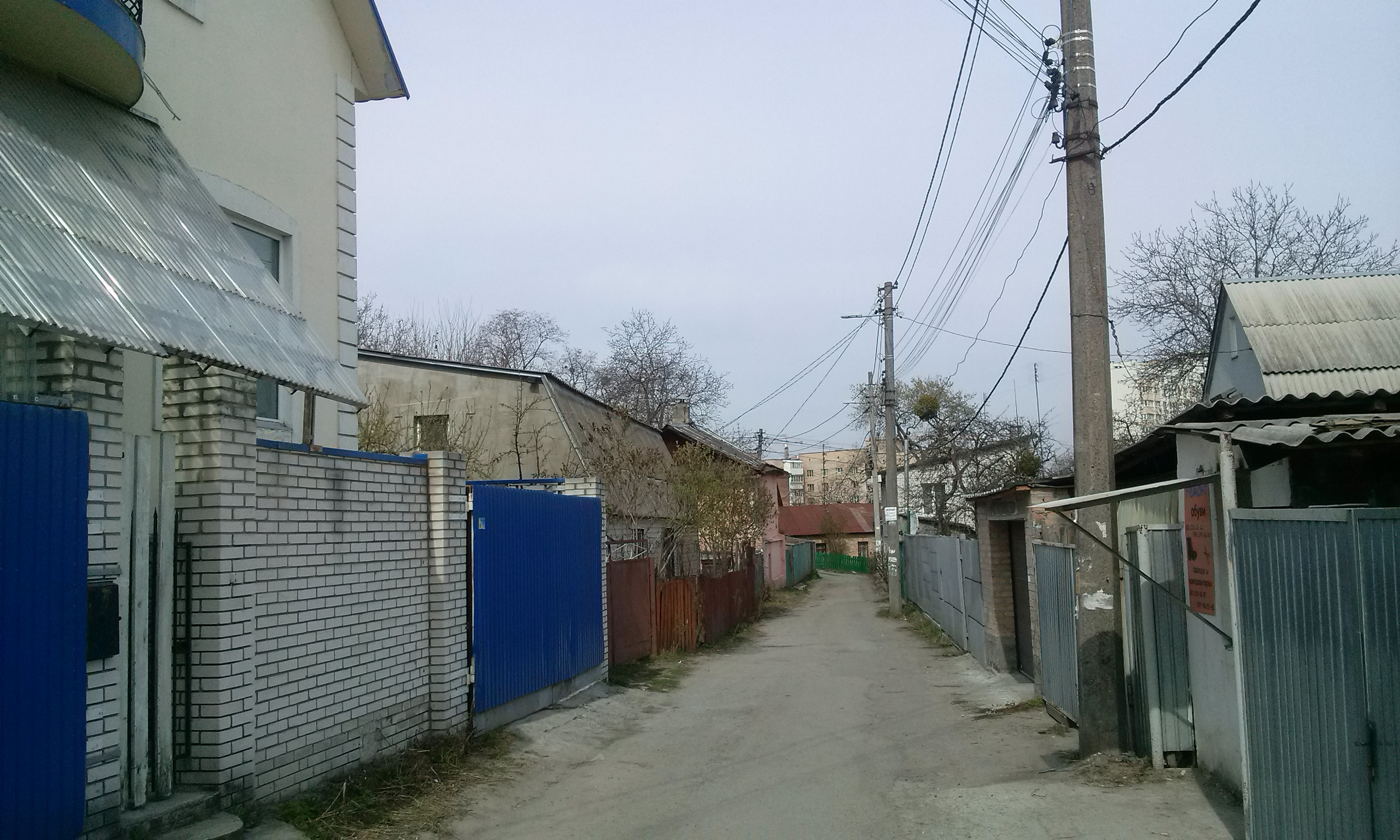
Середня частина провулку
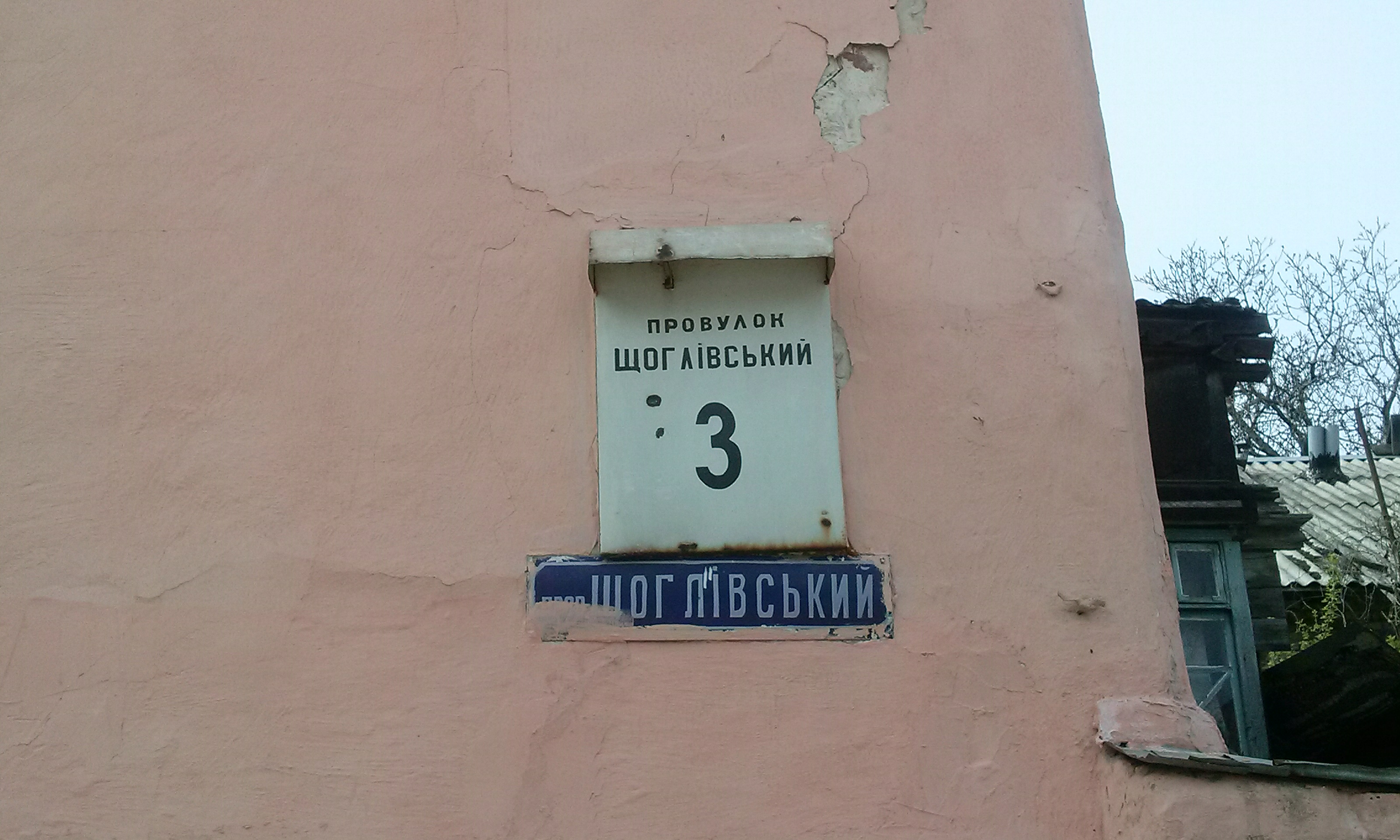
Адресна табличка